# 相馬知実
相馬 知実（そうま ともみ、1964年10月20日 - ）は、元静岡放送のアナウンサー。第22回ミス日本グランプリ受賞者。東京都中野区出身。血液型A型。

## 人物
- 日本女子大学文学部国文科卒業後、1987年静岡放送（SBS）入社[1]。
- SBSではニュース・情報番組のキャスターやリポーターなどを歴任していた。
- 1990年、第22回ミス日本コンテストに出場し、グランプリを受賞。当時、現役の局アナウンサーがミス日本を受賞したことが話題を集め、SBS直系の地元地方紙・静岡新聞にも大々的に紹介された。
- ミス日本受賞後も引き続きSBSに残りミス日本のプロモーションとSBSアナウンス業務を並行する忙しい日々を送っていたが、その後SBSを退職している。

## 担当番組

### ラジオ
- 日刊セゾンタイムス
- ともみの青春ミュージアム
- クンちゃんのなんでもナイト - 「トモちゃんのハッピーベル」コーナー出演